# Echipa națională de handbal feminin a Italiei
Echipa națională de handbal feminin a Italiei reprezintă Italia în competițiile internaționale de handbal oficiale sau amicale rezervate echipelor naționale. Selecționata feminină italiană de senioare este denumită Nazionale A (Naționala A).

## Istorie

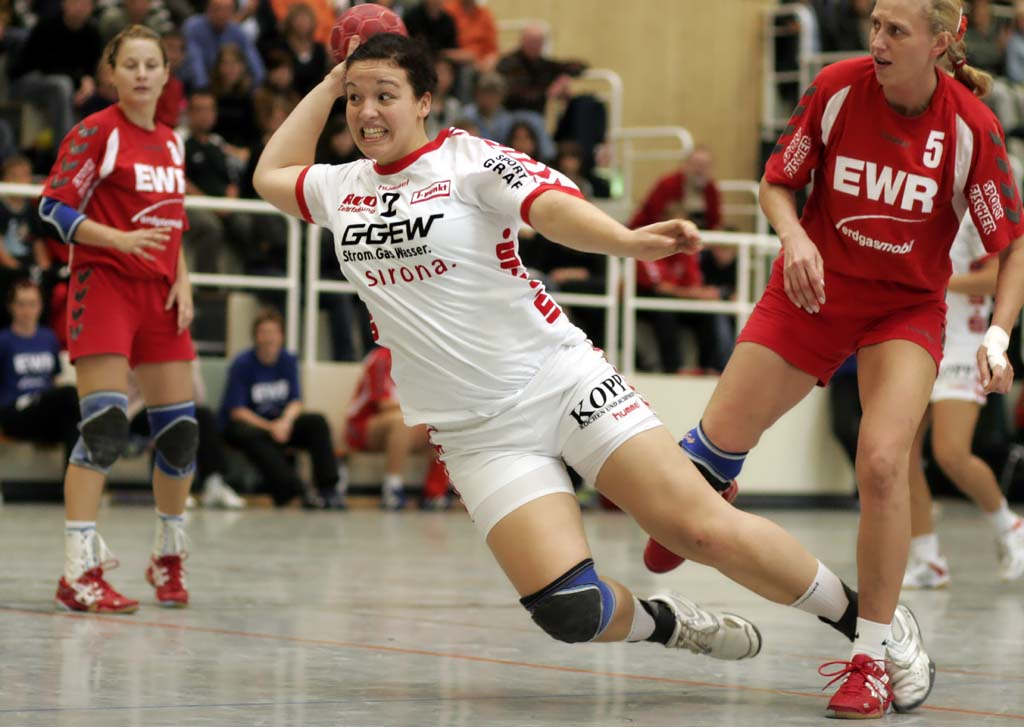
Stefanie Egger, handbalista meraneză din Naționala italiană.

Echipa a participat la Campionatul Mondial de Handbal Feminin din 2001, unde s-a calificat în calitate de țară organizatoare, clasându-se în final pe locul al 16-lea. De atunci, Italia nu s-a mai calificat la niciun Campionat Mondial. De asemenea, Italia nu a participat la niciun turneu final al Campionatelor Europene și nu s-a calificat niciodată la Jocurile Olimpice.
Marco Trespidi este antrenorul principal al echipei Italiei. El l-a înlocuit pe maghiarul Tamás Neukum, antrenor începând din 2008.

## Palmares

### Jocurile Mediteraneene
| - 1979 : Bronz - 1983 : turneul feminin nu s-a disputat - 1987 : Aur - 1991 : 4° - 1993 : 5° - 1997 : 7° | - 2001 : 6° - 2005 : 6° - 2009 : 8° |

## Echipa
Ultima componență cunoscută este selecționata convocată pentru calificările la Campionatul European de Handbal Feminin din 2014:
- Antrenor principal: Marco Trespidi
- Antrenor secund: Ernani Savini

| Nr. | Nume                     | Post            | Vârstă            | Club                      |
| --- | ------------------------ | --------------- | ----------------- | ------------------------- |
| 1   | Cristina Gheorghe        | Inter dreapta   | 24 aprilie 1986   | Esercito-FIGH Futura Roma |
| 2   | Elena Barani             | Pivot           | 14 iunie 1978     | Amatori Conversano        |
| 3   | Angela Cappellaro        | Pivot           | 16 februarie 1995 | Esercito-FIGH Futura Roma |
| 4   | Monika Pruenster         | Portar          | 22 februarie 1984 | Jomi Salerno              |
| 5   | Eleonora Costa           | Extremă dreapta | 7 mai 1995        | Esercito-FIGH Futura Roma |
| 6   | Anika Niederwieser       | Inter stânga    | 28 februarie 1992 | Esercito-FIGH Futura Roma |
| 7   | Khady Diome              | Inter stânga    | 14 aprilie 1991   | Jomi Salerno              |
| 8   | Michela Zanotto          | Portar          |                   | Esercito-FIGH Futura Roma |
| 9   | Rafika Ettaqi            | Inter dreapta   | 13 iunie 1987     | Jomi Salerno              |
| 10  | Pina Napoletano          | Extremă stânga  |                   | Jomi Salerno              |
| 11  | Annares Auer             | Extremă stânga  | 14 aprilie 1996   | SSV Brixen Handball       |
| 12  | Laure Oliveri            | Extremă dreapta | 14 februarie 1983 | Amatori Conversano        |
| 13  | Irene Fanton             | Inter stânga    | 2 aprilie 1994    | Amatori Conversano        |
| 14  | Alessandra Di Lisciandro | Centru          |                   | Esercito-FIGH Futura Roma |
| 15  | Valentina Landri         | Centru          | 16 aprilie 1992   | Esercito-FIGH Futura Roma |
| 16  | Martina Giona            | Portar          | 17 ianuarie 1989  | Amatori Conversano        |

## Jucătoare notabile
- Natalia Anisenkova
- Carolina Balsanti
- Elena Barani
- Melani Marcantonio
- Oxana Pavlik
- Luana Pistelli
- Sabrina Porini
- Luciana Porini
- Silvia Scamperle